# Éliminatoires de la Coupe du monde de football 2018, zone Amérique du Nord, Amérique centrale et Caraïbes, quatrième tour
Cet article donne les résultats du quatrième tour de la zone Amérique du Nord, Amérique centrale et Caraïbes pour les éliminatoires de la Coupe du monde 2018.

## Format
Au quatrième tour, les six vainqueurs du troisième tour sont rejoints par les six pays classés de la 1re à la 6e place au Classement FIFA de août 2014. Ces douze nations sont divisées en trois groupes de quatre équipes et affrontent à deux reprises chaque équipe de leur groupe. Les six premiers et deuxièmes de chaque groupe accèdent au cinquième tour.
Les rencontres se déroulent du 9 novembre 2015 au 6 septembre 2016.

## Tirage au sort
Le tirage au sort a été effectué le 25 juillet 2015.
Les équipes déjà qualifiées ont été réparties dans deux groupes, les têtes de séries et les autres, déterminés par le Classement FIFA d'août 2014, entre parenthèses dans le tableau suivant, les six vainqueurs des tours précédent venant compléter les groupes. Lors du tirage, aucune équipe ne peut affronter une autre issue du même groupe.
| Tête de série                                         | Non-Tête de série                                         | Vainqueurs du troisième tour                    | Vainqueurs du troisième tour                                                  |
| ----------------------------------------------------- | --------------------------------------------------------- | ----------------------------------------------- | ----------------------------------------------------------------------------- |
| 1. Costa Rica (15) 2. Mexique (17) 3. États-Unis (18) | 1. Honduras (43) 2. Panama (63) 3. Trinité-et-Tobago (80) | 1. Jamaïque (97) 2. Haïti (117) 3. Canada (122) | 1. Salvador (127) 2. Guatemala (134) 3. Saint-Vincent-et-les-Grenadines (134) |

## Calendrier
| Journée | Date                |
| ------- | ------------------- |
| 1       | 13–17 novembre 2015 |
| 2       | 13–17 novembre 2015 |
| 3       | 25–29 mars 2016     |
| 4       | 25–29 mars 2016     |
| 5       | 2–6 septembre 2016  |
| 6       | 2–6 septembre 2016  |

## Compétition

### Groupe A
| Rang | Équipe   | Pts | J | G | N | P | Bp | Bc | Diff |  | Résultats (▼ dom., ► ext.) |     |     |     |     |
| ---- | -------- | --- | - | - | - | - | -- | -- | ---- |  | -------------------------- | --- | --- | --- | --- |
| 1    | Mexique  | 16  | 6 | 5 | 1 | 0 | 13 | 1  | +12  |  | Mexique                    |     | 0-0 | 2-0 | 3-0 |
| 2    | Honduras | 8   | 6 | 2 | 2 | 2 | 6  | 6  | 0    |  | Honduras                   | 0-2 |     | 2-1 | 2-0 |
| 3    | Canada   | 7   | 6 | 2 | 1 | 3 | 5  | 8  | -3   |  | Canada                     | 0-3 | 1-0 |     | 3-1 |
| 4    | Salvador | 2   | 6 | 0 | 2 | 4 | 4  | 13 | -9   |  | Salvador                   | 1-3 | 2-2 | 0-0 |     |

Journée 1
| 13 novembre 2015 | Mexique                                                 | 3 – 0 | Salvador | Stade Azteca, Mexico                          |                                               |
| 20:00 UTC−6      | Andrés Guardado 7e · Jesús Corona 42e · Carlos Vela 64e |       |          | Spectateurs : 35 000 Arbitrage : Walter Lopez | Spectateurs : 35 000 Arbitrage : Walter Lopez |
| 20:00 UTC−6      | Rapport                                                 |       |          | Spectateurs : 35 000 Arbitrage : Walter Lopez | Spectateurs : 35 000 Arbitrage : Walter Lopez |

| 13 novembre 2015 | Canada         | 1 – 0 | Honduras | BC Place, Vancouver                             |                                                 |
| 19:00 UTC−8      | Cyle Larin 38e |       |          | Spectateurs : 20 108 Arbitrage : Kevin Morrison | Spectateurs : 20 108 Arbitrage : Kevin Morrison |
| 19:00 UTC−8      | Rapport        |       |          | Spectateurs : 20 108 Arbitrage : Kevin Morrison | Spectateurs : 20 108 Arbitrage : Kevin Morrison |

Journée 2
| 17 novembre 2015 | Honduras | 0 – 2 | Mexique                            | Stade Olímpico Metropolitano, San Pedro Sula |                                             |
| 15:00 UTC−6      |          |       | Jürgen Damm 67e · Jesús Corona 72e | Spectateurs : 30 000 Arbitrage : Jhon Pitti  | Spectateurs : 30 000 Arbitrage : Jhon Pitti |
| 15:00 UTC−6      | Rapport  |       |                                    | Spectateurs : 30 000 Arbitrage : Jhon Pitti  | Spectateurs : 30 000 Arbitrage : Jhon Pitti |

| 17 novembre 2015 | Salvador | 0 – 0 | Canada | Stade Cuscatlán, San Salvador                |                                              |
| 19:30 UTC−6      |          |       |        | Spectateurs : 10 000 Arbitrage : Mark Geiger | Spectateurs : 10 000 Arbitrage : Mark Geiger |
| 19:30 UTC−6      | Rapport  |       |        | Spectateurs : 10 000 Arbitrage : Mark Geiger | Spectateurs : 10 000 Arbitrage : Mark Geiger |

Journée 3
| 25 mars 2016 | Canada  | 0 – 3 | Mexique                                                      | BC Place, Vancouver                           |                                               |
| 19:00 UTC−8  |         |       | Javier Hernandez 32e · Hirving Lozano 40e · Jesús Corona 72e | Spectateurs : 54 798 Arbitrage : Kimbell Ward | Spectateurs : 54 798 Arbitrage : Kimbell Ward |
| 19:00 UTC−8  | Rapport |       |                                                              | Spectateurs : 54 798 Arbitrage : Kimbell Ward | Spectateurs : 54 798 Arbitrage : Kimbell Ward |

| 25 mars 2016 | Salvador                              | 2 – 2 | Honduras                              | Stade Cuscatlán, San Salvador                  |                                                |
| 19:00 UTC−6  | Pablo Punyed 45e · Nelson Bonilla 88e |       | Alberth Elis 19e · Anthony Lozano 59e | Spectateurs : 15 000 Arbitrage : Javier Santos | Spectateurs : 15 000 Arbitrage : Javier Santos |
| 19:00 UTC−6  | Rapport                               |       |                                       | Spectateurs : 15 000 Arbitrage : Javier Santos | Spectateurs : 15 000 Arbitrage : Javier Santos |

Journée 4
| 29 mars 2016 | Mexique                                              | 2 – 0 | Canada | Stade Azteca, Mexico                            |                                                 |
| 20:30 UTC−6  | Andres Guardado 17e (pen.) · Jesús Manuel Corona 48e |       |        | Spectateurs : 64 430 Arbitrage : Yadel Martinez | Spectateurs : 64 430 Arbitrage : Yadel Martinez |
| 20:30 UTC−6  | Rapport                                              |       |        | Spectateurs : 64 430 Arbitrage : Yadel Martinez | Spectateurs : 64 430 Arbitrage : Yadel Martinez |

| 29 mars 2016 | Honduras                              | 2 – 0 | Salvador | Stade Olímpico Metropolitano, San Pedro Sula     |                                                  |
| 19:00 UTC−6  | Boniek Garcia 52e · Romell Quioto 90e |       |          | Spectateurs : 38 000 Arbitrage : Ricardo Montero | Spectateurs : 38 000 Arbitrage : Ricardo Montero |
| 19:00 UTC−6  | Rapport                               |       |          | Spectateurs : 38 000 Arbitrage : Ricardo Montero | Spectateurs : 38 000 Arbitrage : Ricardo Montero |

Journée 5
| 2 septembre 2016 | Honduras                               | 2 – 1 | Canada              | Stade Olímpico Metropolitano, San Pedro Sula |                            |
| 15:06 UTC−6      | Mario Martínez 45e · Romell Quioto 52e |       | Manjrekar James 36e | Arbitrage : Yadel Martínez                   | Arbitrage : Yadel Martínez |
| 15:06 UTC−6      | Rapport                                |       |                     | Arbitrage : Yadel Martínez                   | Arbitrage : Yadel Martínez |

| 2 septembre 2016 | Salvador                   | 1 – 3 | Mexique                                                           | Stade Cuscatlán, San Salvador  |                                |
| 20:06 UTC-6      | Alexander Larín 24e (pen.) |       | Héctor Moreno 52e · Ángel Sepúlveda 58e · Raúl Jiménez 73e (pen.) | Arbitrage : Armando Villarreal | Arbitrage : Armando Villarreal |
| 20:06 UTC-6      | Rapport                    |       |                                                                   | Arbitrage : Armando Villarreal | Arbitrage : Armando Villarreal |

Journée 6
| 6 septembre 2016 | Mexique | 0 – 0 | Honduras | Stade Azteca, Mexico    |
|                  |         |       |          | Arbitrage : Mark Geiger |
|                  | Rapport |       |          |                         |

| 6 septembre 2016 | Canada                                                      | 3 – 1 | Salvador           | BC Place, Vancouver         |                             |
|                  | Cyle Larin 11e · Nikolas Ledgerwood 53e · David Edgar 90+2e |       | Nelson Bonilla 78e | Arbitrage : Valdin Legister | Arbitrage : Valdin Legister |
|                  | Rapport                                                     |       |                    | Arbitrage : Valdin Legister | Arbitrage : Valdin Legister |

### Groupe B
| Rang | Équipe     | Pts | J | G | N | P | Bp | Bc | Diff |  | Résultats (▼ dom., ► ext.) |     |     |     |     |
| ---- | ---------- | --- | - | - | - | - | -- | -- | ---- |  | -------------------------- | --- | --- | --- | --- |
| 1    | Costa Rica | 16  | 6 | 5 | 1 | 0 | 11 | 3  | +8   |  | Costa Rica                 |     | 3-1 | 1-0 | 3-0 |
| 2    | Panama     | 10  | 6 | 3 | 1 | 2 | 7  | 5  | +2   |  | Panama                     | 1-2 |     | 1-0 | 2-0 |
| 3    | Haïti      | 4   | 6 | 1 | 1 | 4 | 2  | 4  | -2   |  | Haïti                      | 0-1 | 0-0 |     | 0-1 |
| 4    | Jamaïque   | 4   | 6 | 1 | 1 | 4 | 2  | 10 | -8   |  | Jamaïque                   | 1-1 | 0-2 | 0-2 |     |

Journée 1
| 13 novembre 2015 | Costa Rica          | 1 – 0 | Haïti | Stade national du Costa Rica, San José |                            |
| 20:00 UTC−6      | Cristian Gamboa 29e |       |       | Arbitrage : Yadel Martinez             | Arbitrage : Yadel Martinez |
| 20:00 UTC−6      | Rapport             |       |       | Arbitrage : Yadel Martinez             | Arbitrage : Yadel Martinez |

| 13 novembre 2015 | Jamaïque | 0 – 2 | Panama                                    | Independence Park, Kingston       |                                   |
| 21:00 UTC−5      |          |       | Armando Cooper 43e · Alberto Quintero 52e | Arbitrage : Roberto García Orozco | Arbitrage : Roberto García Orozco |
| 21:00 UTC−5      | Rapport  |       |                                           | Arbitrage : Roberto García Orozco | Arbitrage : Roberto García Orozco |

Journée 2
| 17 novembre 2015 | Panama          | 1 – 2 | Costa Rica                       | Stade Rommel Fernández, Panama |                          |
| 20:30 UTC−5      | Luis Tejada 71e |       | Bryan Ruiz 66e · Marco Ureña 69e | Arbitrage : Joel Aguilar       | Arbitrage : Joel Aguilar |
| 20:30 UTC−5      | Rapport         |       |                                  | Arbitrage : Joel Aguilar       | Arbitrage : Joel Aguilar |

| 17 novembre 2015 | Haïti   | 0 – 1 | Jamaïque              | Stade Sylvio-Cator, Port-au-Prince |                           |
| 19:00 UTC−4      |         |       | Clayton Donaldson 62e | Arbitrage : Javier Santos          | Arbitrage : Javier Santos |
| 19:00 UTC−4      | Rapport |       |                       | Arbitrage : Javier Santos          | Arbitrage : Javier Santos |

Journée 3
| 25 mars 2016 | Jamaïque            | 1 – 1 | Costa Rica        | Independence Park, Kingston |                          |
| 19:00 UTC−5  | Jevaughn Watson 16e |       | Johnny Acosta 67e | Arbitrage : Jair Marrufo    | Arbitrage : Jair Marrufo |
| 19:00 UTC−5  | Rapport             |       |                   | Arbitrage : Jair Marrufo    | Arbitrage : Jair Marrufo |

| 25 mars 2016 | Haïti   | 0 – 0 | Panama | Stade Sylvio-Cator, Port-au-Prince |                         |
| 19:00 UTC−4  |         |       |        | Arbitrage : Oscar Reyna            | Arbitrage : Oscar Reyna |
| 19:00 UTC−4  | Rapport |       |        | Arbitrage : Oscar Reyna            | Arbitrage : Oscar Reyna |

Journée 4
| 29 mars 2016 | Costa Rica                                           | 3 – 0 | Jamaïque | Stade national du Costa Rica, San José |                         |
| 20:00 UTC−6  | Celso Borges 7e · Bryan Ruiz 37e · Johan Venegas 76e |       |          | Arbitrage : Drew Fisher                | Arbitrage : Drew Fisher |
| 20:00 UTC−6  | Rapport                                              |       |          | Arbitrage : Drew Fisher                | Arbitrage : Drew Fisher |

| 29 mars 2016 | Panama           | 1 – 0 | Haïti | Stade Rommel Fernández, Panama |                           |
| 20:30 UTC−5  | Felipe Baloy 81e |       |       | Arbitrage : Oscar Moncada      | Arbitrage : Oscar Moncada |
| 20:30 UTC−5  | Rapport          |       |       | Arbitrage : Oscar Moncada      | Arbitrage : Oscar Moncada |

Journée 5
| 2 septembre 2016 | Haïti   | 0 – 1 | Costa Rica           | Stade Sylvio-Cator, Port-au-Prince |                          |
| 19:00 UTC−4      |         |       | Randall Azofeifa 73e | Arbitrage : Marlon Mejía           | Arbitrage : Marlon Mejía |
| 19:00 UTC−4      | Rapport |       |                      | Arbitrage : Marlon Mejía           | Arbitrage : Marlon Mejía |

| 2 septembre 2016 | Panama                                 | 2 – 0 | Jamaïque | Stade Rommel Fernández, Panama |                          |
| 20:30 UTC−5      | Gabriel Torres 28e · Abdiel Arroyo 90e |       |          | Arbitrage : Joel Aguilar       | Arbitrage : Joel Aguilar |
| 20:30 UTC−5      | Rapport                                |       |          | Arbitrage : Joel Aguilar       | Arbitrage : Joel Aguilar |

Journée 6
| 6 septembre 2016 | Costa Rica                                        | 3 – 1 | Panama                 | Stade national du Costa Rica, San José |                                   |
|                  | Christian Bolaños 19e, 79e · Rónald Matarrita 84e |       | Luis Tejada 90e (pen.) | Arbitrage : Roberto García Orozco      | Arbitrage : Roberto García Orozco |
|                  | Rapport                                           |       |                        | Arbitrage : Roberto García Orozco      | Arbitrage : Roberto García Orozco |

| 6 septembre 2016 | Jamaïque | 0 – 2 | Haïti                                  | Independence Park, Kingston |                           |
|                  |          |       | Kevin Lafrance 68e · Duckens Nazon 88e | Arbitrage : Adrian Skeete   | Arbitrage : Adrian Skeete |
|                  | Rapport  |       |                                        | Arbitrage : Adrian Skeete   | Arbitrage : Adrian Skeete |

### Groupe C
| Rang | Équipe                          | Pts | J | G | N | P | Bp | Bc | Diff |  | Résultats (▼ dom., ► ext.)      |     |     |     |     |
| ---- | ------------------------------- | --- | - | - | - | - | -- | -- | ---- |  | ------------------------------- | --- | --- | --- | --- |
| 1    | États-Unis                      | 13  | 6 | 4 | 1 | 1 | 20 | 3  | +17  |  | États-Unis                      |     | 4-0 | 4-0 | 6-1 |
| 2    | Trinité-et-Tobago               | 11  | 6 | 3 | 2 | 1 | 13 | 9  | +4   |  | Trinité-et-Tobago               | 0-0 |     | 2-2 | 6-0 |
| 3    | Guatemala                       | 10  | 6 | 3 | 1 | 2 | 18 | 11 | +7   |  | Guatemala                       | 2-0 | 1-2 |     | 9-3 |
| 4    | Saint-Vincent-et-les-Grenadines | 0   | 6 | 0 | 0 | 6 | 6  | 34 | -28  |  | Saint-Vincent-et-les-Grenadines | 0-6 | 2-3 | 0-4 |     |

Journée 1
| 13 novembre 2015 | États-Unis                                                                                          | 6 – 1 | Saint-Vincent-et-les-Grenadines | Stade Busch, Saint-Louis                       |                                                |
| 18:00 UTC−6      | Bobby Wood 11e · Fabian Johnson 29e · Jozy Altidore 31e, 74e · Geoff Cameron 51e · Gyasi Zardes 58e |       | Oalex Anderson 5e               | Spectateurs : 43 433 Arbitrage : Jeffrey Solis | Spectateurs : 43 433 Arbitrage : Jeffrey Solis |
| 18:00 UTC−6      | Rapport                                                                                             |       |                                 | Spectateurs : 43 433 Arbitrage : Jeffrey Solis | Spectateurs : 43 433 Arbitrage : Jeffrey Solis |

| 13 novembre 2015 | Guatemala        | 1 – 2 | Trinité-et-Tobago                      | Stade Mateo Flores, Guatemala |                              |
| 19:00 UTC−6      | Carlos Mejía 90e |       | Khaleem Hyland 67e · Kenwyne Jones 80e | Arbitrage : Mathieu Bourdeau  | Arbitrage : Mathieu Bourdeau |
| 19:00 UTC−6      | Rapport          |       |                                        | Arbitrage : Mathieu Bourdeau  | Arbitrage : Mathieu Bourdeau |

Journée 2
| 17 novembre 2015 | Saint-Vincent-et-les-Grenadines | 0 – 4 | Guatemala                                                                    | Stade d'Arnos Vale, Kingstown |                          |
| 15:30 UTC−4      |                                 |       | Stefano Cincotta 8e · Minor López 32e · Dennis López 48e · Gerson Tinoco 81e | Arbitrage : Drew Fischer      | Arbitrage : Drew Fischer |
| 15:30 UTC−4      | Rapport                         |       |                                                                              | Arbitrage : Drew Fischer      | Arbitrage : Drew Fischer |

| 17 novembre 2015 | Trinité-et-Tobago | 0 – 0 | États-Unis | Hasely Crawford Stadium, Port-d'Espagne             |                                                     |
| 19:00 UTC−4      |                   |       |            | Spectateurs : 22 809 Arbitrage : César Arturo Ramos | Spectateurs : 22 809 Arbitrage : César Arturo Ramos |
| 19:00 UTC−4      | Rapport           |       |            | Spectateurs : 22 809 Arbitrage : César Arturo Ramos | Spectateurs : 22 809 Arbitrage : César Arturo Ramos |

Journée 3
| 25 mars 2016 | Guatemala                           | 2 – 0 | États-Unis | Stade Mateo Flores, Guatemala |                          |
| 20:00 UTC−6  | Rafael Morales 7e · Carlos Ruiz 15e |       |            | Arbitrage : Jafeth Perea      | Arbitrage : Jafeth Perea |
| 20:00 UTC−6  | Rapport                             |       |            | Arbitrage : Jafeth Perea      | Arbitrage : Jafeth Perea |

| 25 mars 2016 | Saint-Vincent-et-les-Grenadines              | 2 – 3 | Trinité-et-Tobago                       | Stade d'Arnos Vale, Kingstown |                         |
| 15:30 UTC−4  | Myron Samuel 45e (pen.) · Shandel Samuel 77e |       | Joevin Jones 58e · Levi García 71e, 82e | Arbitrage : José Kellys       | Arbitrage : José Kellys |
| 15:30 UTC−4  | Rapport                                      |       |                                         | Arbitrage : José Kellys       | Arbitrage : José Kellys |

Journée 4
| 29 mars 2016 | États-Unis                                                                  | 4 – 0 | Guatemala | Stade Mapfre, Columbus      |                             |
| 19:30 UTC−6  | Clint Dempsey 12e · Geoff Cameron 35e · Graham Zusi 46e · Jozy Altidore 89e |       |           | Arbitrage : Valdin Legister | Arbitrage : Valdin Legister |
| 19:30 UTC−6  | Rapport                                                                     |       |           | Arbitrage : Valdin Legister | Arbitrage : Valdin Legister |

| 29 mars 2016 | Trinité-et-Tobago                                                                                     | 6 – 0 | Saint-Vincent-et-les-Grenadines | Stade Hasely Crawford, Port-d'Espagne |                           |
| 19:00 UTC−4  | Sheldon Bateau 36e · Joevin Jones 50e · Kenwyne Jones 60e · Kevin Molino 66e · Trevin Caesar 86e, 89e |       |                                 | Arbitrage : Sandy Vasquez             | Arbitrage : Sandy Vasquez |
| 19:00 UTC−4  | Rapport                                                                                               |       |                                 | Arbitrage : Sandy Vasquez             | Arbitrage : Sandy Vasquez |

Journée 5
| 2 septembre 2016 | Saint-Vincent-et-les-Grenadines | 0 – 6 | États-Unis | Stade Arnos Vale, Kingstown  |                              |
| 15:30 UTC−4      |                                 |       | Bobby Wood 28e · Matt Besler 32e · Jozy Altidore 43e (pen.) · Christian Pulisic 71e, 90e · Sacha Kljestan 78e | Arbitrage : Mathieu Bourdeau | Arbitrage : Mathieu Bourdeau |
| 15:30 UTC−4      | Rapport                         |       | | Arbitrage : Mathieu Bourdeau | Arbitrage : Mathieu Bourdeau |

| 2 septembre 2016 | Trinité-et-Tobago     | 2 – 2 | Guatemala            | Stade Hasely Crawford, Port-d'Espagne |                        |
| 19:00 UTC−4      | Joevin Jones 45e, 62e |       | Carlos Ruiz 36e, 87e | Arbitrage : Jhon Pitti                | Arbitrage : Jhon Pitti |
| 19:00 UTC−4      | Rapport               |       |                      | Arbitrage : Jhon Pitti                | Arbitrage : Jhon Pitti |

Journée 6
| 6 septembre 2016 | États-Unis                                                     | 4 – 0 | Trinité-et-Tobago | TIAA Bank Field, Jacksonville |                             |
|                  | Sacha Kljestan 44e · Jozy Altidore 59e, 63e · Paul Arriola 72e |       |                   | Arbitrage : Ricardo Montero   | Arbitrage : Ricardo Montero |
|                  | Rapport                                                        |       |                   | Arbitrage : Ricardo Montero   | Arbitrage : Ricardo Montero |

| 6 septembre 2016 | Guatemala | 9 – 3 | Saint-Vincent-et-les-Grenadines                | Stade Doroteo Guamuch Flores, Guatemala |                          |
|                  | Gerson Tinoco 13e · Carlos Ruiz 20e, 28e, 37e, 58e, 60e · Jairo Arreola 56e · Rafael Morales 79e · Jean Marquez 83e |       | Oalex Anderson 10e, 30e · Nazir McBurnette 90e | Arbitrage : Kimbett Ward                | Arbitrage : Kimbett Ward |
|                  | Rapport |       |                                                | Arbitrage : Kimbett Ward                | Arbitrage : Kimbett Ward |

## Buteurs
8 buts
- Carlos Ruiz

6 buts
- Jozy Altidore

4 buts
- Joevin Jones

3 buts
- Jesús Corona
- Oalex Anderson

2 buts
- Andrés Guardado
- Romell Quioto
- Cyle Larin
- Nelson Bonilla
- Bryan Ruiz
- Christian Bolaños
- Luis Tejada
- Geoff Cameron
- Bobby Wood
- Christian Pulisic
- Sacha Kljestan
- Levi García
- Kenwyne Jones
- Trevin Caesar
- Gerson Tinoco
- Rafael Morales

1 but
- Héctor Herrera
- Carlos Vela
- Jürgen Damm
- Javier Hernandez
- Jaime Lozano
- Héctor Moreno
- Ángel Sepúlveda
- Raúl Jiménez
- Manjrekar James
- Nikolas Ledgerwood
- David Edgar
- Pablo Punyed
- Alexander Larín
- Alberth Elis
- Anthony Lozano
- Boniek Garcia
- Mario Martínez
- Cristian Gamboa
- Marco Ureña
- Johnny Acosta
- Celso Borges
- Johan Venegas
- Randall Azofeifa
- Rónald Matarrita
- Armando Cooper
- Alberto Quintero
- Felipe Baloy
- Gabriel Torres
- Abdiel Arroyo
- Clayton Donaldson
- Jevaughn Watson
- Kevin Lafrance
- Duckens Nazon
- Fabian Johnson
- Gyasi Zardes
- Clint Dempsey
- Graham Zusi
- Matt Besler
- Paul Arriola
- Myron Samuel
- Shandel Samuel
- Nazir McBurnette
- Carlos Mejía
- Stefano Cincotta
- Minor López
- Dennis López
- Jairo Arreola
- Jean Marquez
- Khaleem Hyland
- Sheldon Bateau
- Kevin Molino